# FOREVER (L'Arc〜en〜Cielの曲)
「FOREVER」（フォーエヴァー）は、日本のロックバンド、L'Arc〜en〜Cielの43作目のシングル。表題曲は2021年8月8日に配信発売。フィジカルは2021年9月29日発売。発売元はKi/oon Music。

## 概要
前作「ミライ」以来約1ヶ月ぶりとなるCDシングルのリリース。L'Arc〜en〜Cielが一年に2作品以上のシングル作品を発表するのは2011年以来10年ぶりのこととなった。
本作の表題曲「FOREVER」は、2021年7月4日から日本テレビ系テレビアニメ『EDENS ZERO』の第2期オープニングテーマに使用されている。なお、L'Arc〜en〜Cielの楽曲がテレビアニメのテーマソングに使用されたのは、2016年7月23日にTOKYO MX系列・BS11系列放送のテレビアニメ『ReLIFE』の第4話エンディングテーマに使用された「HONEY」以来約5年ぶりのこととなる。また、表題曲の作詞は、これまでL'Arc〜en〜Cielのシングル表題曲のほとんどで作詞を担当していたhydeではなく、作曲を担当したtetsuyaが手掛けている。hyde以外のメンバーが作詞を行った楽曲がシングルの表題曲となるのは、2005年4月発表の「New World」以来約16年ぶり通算2度目のことになった。（詳細は楽曲解説の項目を参照）
なお、本作には、2011年10月に発表した「X X X」以降のフィジカルシングルにカップリングとして収録していた「L'Acoustic Version（過去に発表したL'Arc〜en〜Cielの楽曲をアコースティック・アレンジした音源）」は収録されていない。これは前作「ミライ」に続き2作連続のこととなった。

## リリース

### リリースプロモーション
テレビアニメ『EDENS ZERO』の第2期オープニングテーマに表題曲が使用されるにあたり、2021年7月2日12時頃から公式Twitter（現：X）や公式InstagramといったSNSアカウントのアイコンに漫画・テレビアニメ『EDENS ZERO』のロゴマークの一部をサプライズで表示する、ヒントを散りばめたプロモーションが行われた。そしてサプライズの翌日には、表題曲が同アニメのオープニングテーマに使用されることが発表されている。
表題曲の配信開始日となる2021年8月8日には、19時から各種サブスクリプションサービス（Spotify、Apple Music、LINE MUSIC、AWA、KKBOX）にて、tetsuyaが選曲したプレイリストのリスニングパーティーが実施された（プレイリストの内容は下記の通り）。また、同年9月9日から9月12日にかけて、音楽ストリーミングサービス、SpotifyのCanvas機能を活用したライヴ連動企画が実施されている。これは同サービスで表題曲を再生することにより、同年9月5日から開催されたライヴツアー「30th L'Anniversary TOUR」の大阪城ホール公演で撮影されたライヴ写真を、音源を聴きながら閲覧できるという企画になっている。
フィジカル発売の翌週となる2021年10月4日から同年10月10日にかけて、国内初の車窓モビリティサイネージサービス「THE TOKYO MOBILITY GALLERY Canvas」とのコラボレーション施策が実施されている。このサービスは、タクシーの後方のサイドガラスに広告を映し出すもので、L'Arc〜en〜Cielのアーティスト写真に加え、「FOREVER＝永遠」というテーマを回文で表現した100種ものキーアートが窓ガラスに掲出された。なお、このコラボ企画を実施したタクシーは、「L'AXI」（読み：ラクシー）という名称がつけられ、都内で100台が走行した。
また、2021年10月25日には、NHKワールド JAPANで放送された音楽番組『SONGS OF TOKYO』に初出演し、前作「ミライ」とともに表題曲を披露している。
| #   | タイトル                              | 作詞    | 作曲    | 時間 |
| --- | ------------------------------------- | ------- | ------- | ---- |
| 1.  | 「いばらの涙」                        | hyde    | hyde    | 5:22 |
| 2.  | 「夏の憂鬱 [time to say good-bye] 」  | hyde    | ken     | 5:01 |
| 3.  | 「Lies and Truth ("True" mix)」       | hyde    | ken     | 5:52 |
| 4.  | 「fate」                              | hyde    | ken     | 5:40 |
| 5.  | 「真実と幻想と」                      | hyde    | ken     | 5:34 |
| 6.  | 「finale」                            | hyde    | tetsuya | 6:26 |
| 7.  | 「EXISTENCE」                         | hyde    | ken     | 4:08 |
| 8.  | 「砂時計」                            | tetsuya | tetsuya | 4:35 |
| 9.  | 「海辺」                              | hyde    | tetsuya | 4:33 |
| 10. | 「X X X -English version-」           | hyde    | hyde    | 4:05 |
| 11. | 「Don't be Afraid -English version-」 | hyde    | tetsuya | 4:21 |
| 12. | 「FOREVER」                           | tetsuya | tetsuya | 4:36 |
| 13. | 「未来世界」                          | hyde    | ken     | 3:19 |

### リリース形態
フィジカル発売前となる2021年8月8日には、各種音楽配信サイトにおいて表題曲「FOREVER」のダウンロード・ストリーミング先行配信が開始された。
表題曲「FOREVER」の先行配信から約1ヶ月半後となる2021年9月29日には、完全受注生産限定盤（CD＋ハコスコ）、通常盤（CD）、ファンクラブ限定盤（CD＋GOODS）の3形態でフィジカルが発売された。ジャケットのアートワークデザインは、いずれの形態も花房真也（YAR）が担当している。完全受注生産限定盤には、同年発売の前作「ミライ」と同様に、バンド結成30周年を記念し開発されたスマートフォン向けアプリ「L'Arc-en-Ciel 30th L'Anniversary VR Museum」のスペシャルコンテンツを鑑賞できるQRコードとオリジナルハコスコが付属している。また、ファンクラブ限定盤は、「Official Fan Club LE-CIEL」または「Digital Fan Club LE-CIEL」の会員を対象に予約販売されている。ファンクラブ限定盤にはオリジナルデジパック仕様を施し、さらに限定グッズとしてジャケットアートワークをあしらった「SCHEDULE BOOK 2022」が付属している。そして、本作及び前作「ミライ」の通常盤以外の形態をダブル購入した者を対象に、抽選で特典がプレゼントされる企画が行われた。特典は、キッチンウェアのル・クルーゼとコラボした「ラル・クルーゼ」（抽選10名）、テンピュール製の枕とコラボした「マクラルク」（抽選10名）、オリジナルクージーの「ラルクージー」（抽選50名）の3種類となっている。
なお、2024年10月9日には公式YouTubeアーティストチャンネルにおいて、フィジカルに収録された3曲のフルサイズが無料公開されている。

## ミュージックビデオ
表題曲「FOREVER」のミュージック・ビデオは、ヒグチミツヒロがディレクターを務めた作品となっている。なお、映像はメンバーの演奏シーンに加え、"永遠の愛"を"思いやり"として表現した、一組の男女の物語が流れる構成となっている。
このミュージック・ビデオは、フィジカル発売日となる2021年9月29日に、公式YouTubeアーティストチャンネルにおいて、1サビ終わりまででカットしたショートバージョンが無料公開された。そして、ショートバージョン公開から4日後となる同年10月3日には、映像のフルサイズバージョンが無料公開されている。

## 収録曲
| #         | タイトル                       | 作詞      | 作曲      | 編曲                        | 時間  |
| --------- | ------------------------------ | --------- | --------- | --------------------------- | ----- |
| 1.        | 「FOREVER」                    | tetsuya   | tetsuya   | L'Arc〜en〜Ciel, Jun Suyama | 4:38  |
| 2.        | 「FOREVER (hydeless version)」 |           | tetsuya   | L'Arc〜en〜Ciel, Jun Suyama | 4:39  |
| 3.        | 「FOREVER (Anime Edit)」       | tetsuya   | tetsuya   | L'Arc〜en〜Ciel, Jun Suyama | 1:31  |
| 合計時間: | 合計時間:                      | 合計時間: | 合計時間: | 合計時間:                   | 10:48 |

## 楽曲解説
1. FOREVER
  - 作詞・作曲: tetsuya / 編曲: L'Arc〜en〜Ciel & Jun Suyama

疾走感のある爽やかでユーフォリックなポップ・ナンバー。作詞・作曲を手掛けたtetsuya曰く、この曲の原型は本作発売の10年ほど前から存在しており、アニメ『EDENS ZERO』のテーマソングの制作依頼を受け、今回リリースに至ったという[21]。この曲の原型は、tetsuya曰く「跳ねたリズムのかわいらしい曲」だったが、クライアントから「もっと疾走感のある感じにしてほしい[22]」というリクエストがあったことから、原型から楽曲の構成を含めアレンジし直している[21]。具体的には、原型からサビの作りを変え、元々あった後半部分の転調部分を白紙化している[21]。この曲のアレンジ作業について、tetsuyaは「（原型から）テンポは変えてないんですけど、リズムパターンが変わったことによってすごく疾走感が出て、夏っぽい雰囲気が出た[23]」と述べている。結果、tetsuyaが手掛けるL'Arc〜en〜Cielの楽曲らしいポップスに仕上げられている。また、この曲の編曲作業には、2016年に発表した「Don't be Afraid」の制作にも携わっていた編曲家の陶山隼が参加している。
タイトルには、前作「ミライ」を踏まえ、tetsuyaの「"未来""永劫"、続いていく[10]」という想いを込めたワードが付けられている。このタイトルについて、tetsuyaは「（未来永劫続くものは）想いや言葉、人の気持ち、といったものですかね。言った本人は忘れているけど"その一言でずっと頑張れる"、"生きていける"みたいな言葉ってあるじゃないですか。そういったものですね[22]」と語っている。この想いを表すように、歌詞には＜言葉が傷を癒やして＞というフレーズが取り入れられている[22]。これは、SNSの普及などにより、言葉で人を傷つけることが増えた社会に対するメッセージにもとれるフレーズとなっている[22]。tetsuyaは、この曲の作詞作業を振り返り「言葉というのは人を傷つけるものですが、助けられることもある。その両方があるじゃないですか。だからこそ"言葉って大事だな"と思いながら歌詞を書きました。そこが一番言いたかったことです[22]」と語っている。また、tetsuya曰く、こういった想いの他に、上記アニメの内容を汲み取ったうえで歌詞を手掛けたという[24]。
ちなみに、フィジカル発売前の2021年7月25日には、この曲をアニメオープニングサイズにエディットしたバージョン「FOREVER (Anime Edit)」が配信限定でリリースされている（詳細は配信限定楽曲参照）。なお、このエディット・バージョンは配信開始後に、フィジカルのカップリングに収録された。

## タイアップ
FOREVER
- 日本テレビ系テレビアニメ『EDENS ZERO』第2期（第13話 - 第25話）オープニングテーマ

## 参加ミュージシャン
フィジカルシングルに付属するブックレットより転載。日本語表記が確認出来ない部分に関しては原文ママとする。
- hyde：Vocal
- ken：Electric Guitars
- tetsuya：Bass
  - tetsuya：Background Vocals
  - 陶山隼：Keyboards, Programming
  - 比留間整：Recording Engineers, Mixing Engineer
  - 米津裕二郎：Recording Engineers
  - エミリー・レイザー：Mastering Engineer

## 配信限定楽曲
FOREVER (Anime Edit)
CDシングルの表題曲「FOREVER」のエディットバージョンで、「Don't be Afraid -English version-」以来となる配信限定楽曲。
2021年7月25日から配信開始され、mora、VICTOR STUDIO HD-Music.、e-onkyoではハイレゾ音源の配信も行われた。
この曲は、同年7月4日から放送されたテレビアニメ『EDENS ZERO』のオープニングサイズに合わせ、楽曲「FOREVER」を89秒にエディットしたバージョンとなっている。また、このエディットバージョンのジャケットアートワークには、前述のアニメのキーヴィジュアルが使用されている。
ちなみに、2021年9月29日に発表した43rdシングル「FOREVER」には、カップリング曲としてこの曲が収録されており、この作品で初CD化となった。

## チャート
- 2021年7月25日に表題曲「FOREVER」を日本テレビ系テレビアニメ『EDENS ZERO』のオープニングサイズ（89秒）にエディットしたバージョンとなる「FOREVER (Anime Edit)」が先行配信された。このエディットバージョンは「Billboard JAPAN Download Songs」において最高位56位を記録している[2]。
- 2021年8月8日に表題曲「FOREVER」が先行配信された際、オリコンチャートが公表するランキングの「週間デジタルシングル」において、集計期間一日で6,822DLを売り上げ最高位7位を記録した[6]（翌週には5,120DLで週間15位を記録し、2週合計で計11,942DLを記録[26]）。また、Billboard JAPANのチャートでは、「Download Songs」において最高位7位を記録している[1]。
  - 海外チャートでは、日本以外の4つの国または地域（台湾、インドネシア、シンガポール、タイ）において、iTunes週間総合チャートのTOP100にランクインしている[27]。また、解禁初日には、日本や台湾でiTunes総合チャート首位を獲得。ロックジャンルでは8ヶ国の地域にチャートインし、うち4ヶ国で首位を獲得するチャートアクションを見せた[28]。
- 2021年9月29日にフィジカルシングル「FOREVER」が発売された際、オリコンチャートが公表するランキングの「週間シングル」において最高位7位[7]、「週間合算シングル」では最高位16位を記録している[8]。また、Billboard JAPANのチャートでは、CDシングルセールスを示す「Top Singles Sales」で最高位7位[3]、総合チャートの「Hot 100」では初登場42位を記録している[4]。

| チャート                          | 最高 順位 | 出典          |
| --------------------------------- | --------- | ------------- |
| Billboard JAPAN Download Songs    | 7位       | [ 1 ]         |
| Billboard JAPAN Top Singles Sales | 7位       | [ 3 ]         |
| Billboard JAPAN Hot 100           | 42位      | [ 4 ]         |
| Billboard JAPAN Hot Animation     | 5位       | [ 5 ]         |
| オリコンデジタルシングル          | 7位       | [ 6 ]         |
| オリコンシングル                  | 7位       | [ 7 ]         |
| オリコン合算シングル              | 16位      | [ 8 ]         |
| iTunes総合チャート                | 36位      | [ 29 ]        |
| レコチョクシングルランキング      | 8位       | [ 30 ]        |
| mora総合シングルランキング        | 9位       | [ 31 ] [ 32 ] |
| moraハイレゾシングルランキング    | 2位       | [ 33 ]        |
| mu-moダウンロードランキング       | 10位      | [ 34 ]        |

| チャート                       | 最高 順位 | 出典   |
| ------------------------------ | --------- | ------ |
| Billboard JAPAN Download Songs | 56位      | [ 2 ]  |
| iTunes総合チャート             | 70位      | [ 35 ] |
| レコチョクシングルランキング   | 16位      | [ 36 ] |
| mora総合シングルランキング     | 79位      | [ 37 ] |
| moraハイレゾシングルランキング | 36位      | [ 38 ] |
| mu-moダウンロードランキング    | 20位      | [ 39 ] |

| チャート                          | 最高 順位 | 出典          |
| --------------------------------- | --------- | ------------- |
| iTunes総合チャート - 台湾         | 38位      | [ 27 ] [ 40 ] |
| iTunes総合チャート - インドネシア | 61位      | [ 27 ] [ 41 ] |
| iTunes総合チャート - シンガポール | 63位      | [ 27 ] [ 42 ] |
| iTunes総合チャート - タイ         | 65位      | [ 27 ] [ 43 ] |